# Finn Kydland
Finn Erling Kydland (Ålgård, 1º dicembre 1943) è un economista norvegese, vincitore, insieme a Edward Prescott, del premio Nobel per l'economia nel 2004, «per i contributi alla macroeconomia dinamica: la consistenza temporale delle politiche economiche e le forze che determinano il ciclo economico». Noto per i suoi contributi alla teoria del ciclo economico, è professore di economia presso l'Università della California, Santa Barbara.

## Biografia
Kydland è cresciuto come il maggiore di sei fratelli nella fattoria di famiglia a Søyland, nel comune di Gjesdal, che si trova nella regione agricola di Jæren nella contea di Rogaland, nella Norvegia sudoccidentale. Ricorda di aver avuto un'educazione liberale, i suoi genitori non imponevano molte limitazioni ai loro figli. Finn Kydland si interessò alla matematica e all'economia da giovane, dopo aver lavorato come contabile presso l'allevamento di visoni di un amico.
Con un interesse appena risvegliato per l'economia teorica, Kydland ha conseguito una laurea presso la NHH nel 1968 e un dottorato di ricerca in economia presso la Carnegie Mellon nel 1973, con una tesi: "Pianificazione macroeconomica decentralizzata", supervisionata da Edward C. Prescott.  Dopo il dottorato è tornato alla NHH come professore assistente. Nel 1978 tornò alla Carnegie Mellon come professore associato. Da allora vive negli Stati Uniti.

### La ricerca
Le aree di competenza di Kydland sono l'economia in generale e l'economia politica. Le sue principali aree di insegnamento e interesse sono i cicli economici, la politica monetaria e fiscale e l'economia del lavoro. È entrato a far parte della facoltà della Carnegie Mellon University nel 1977, dove è stato professore di economia fino al 2004, quando è diventato membro della facoltà dell'Università della California, Santa Barbara e ha fondato il Laboratory for Aggregate Economics and Finance (LAEF) presso questa stessa istituzione.  È ricercatore associato per le banche della Federal Reserve di Dallas, Cleveland e St. Louis, e membro dell'IC² Institute presso l'Università del Texas ad Austin. È anche professore a contratto presso l'NHH e ha ricoperto incarichi di visiting scholar e professore, tra gli altri luoghi, presso la Hoover Institution e l'Universidad Torcuato di Tella a Buenos Aires, in Argentina.

## Vita privata
Kydland sposò Liv Kjellevold nel 1968, con la quale ebbe quattro figli; i figli, Eirik, Jon Martin, e le figlie, Camilla e Kari. In seguito si è sposato con Tonya Schooler. La sua seconda moglie è una neuroscienziata specializzata in Alzheimer alla UC Santa Barbara.

## Opere
- Simulation of liner operations, Bergen, Institute for Shipping Research, 1970.
- Dynamic optimal taxation, rational expectations and control theory, coautore Edward C Prescott, Coventry, University of Warwick, 1979.
- The role of money in a business cycle model, Minneapolis, Federal Reserve Bank of Minneapolis, 1989.
- Hours and employment variation in business cycle theory, coautore Edward C Prescott, Minneapolis, Federal Reserve Bank of Minneapolis, 1989.
- The econometrics of the general equilibrium approach to business cycles, coautore Edward C Prescott, Minneapolis, Federal Reserve Bank of Minneapolis, 1990.
- Business cycles and aggregate labor-market fluctuations, Cleveland, Federal Reserve Bank of Cleveland, 1993.
- The computational experiment : an econometric tool, coautore Edward C Prescott, Cleveland, Federal Reserve Bank of Cleveland, 1994.
- Business cycle theory, Aldershot, England; Brookfield, Vermont, E. Elgar, 1995.
- Argentina's recovery and "excess" capital shallowing of the 1990s, coautore Carlos Enrique Zarazaga, Dallas, Federal Reserve Bank of Dallas, 2002.